# Lakkenahalli, Malur
Lakkenahalli là một làng thuộc tehsil Malur, huyện Kolar, bang Karnataka, Ấn Độ.